# Alex Presley
Alexander Crawford Presley (né le 25 juillet 1985 à Monroe, Louisiane, États-Unis) est un  voltigeur de la Ligue majeure de baseball.

## Carrière

### Pirates de Pittsburgh

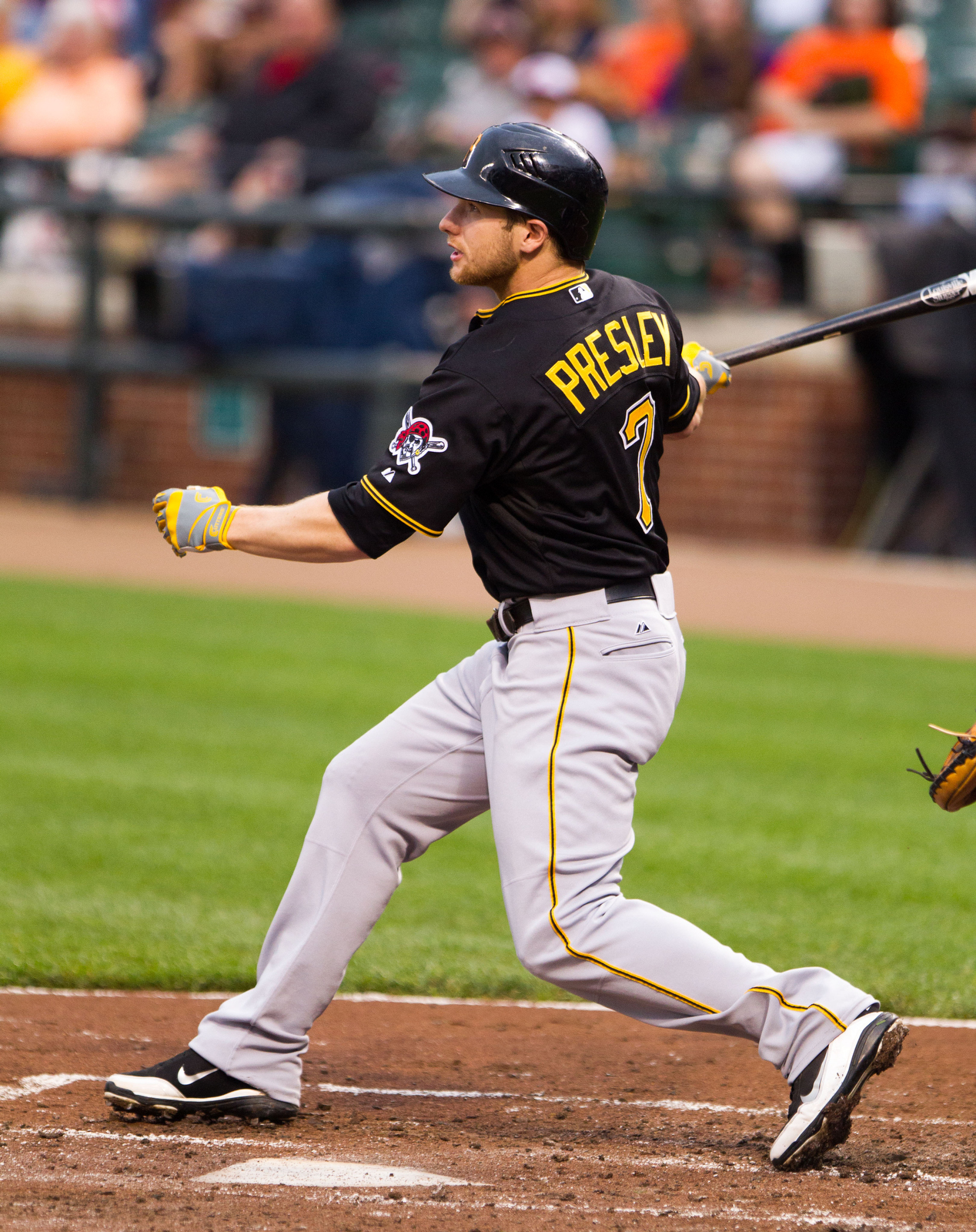
Alex Presley en 2012 avec les Pirates.

Après des études secondaires à la Neville High School de Monroe (Louisiane), Alex Presley suit des études supérieures à l'université du Mississippi où il porte les couleurs des Ole Miss Rebels de 2004 à 2006.  
Il est repêché le 6 juin 2006 par les Pirates de Pittsburgh au huitième tour de sélection. Il perçoit un bonus de 95 000 dollars à la signature de son premier contrat professionnel le 18 juin 2006. 
Il passe quatre saisons en Ligues mineures avant d'effectuer ses débuts en Ligue majeure le 8 septembre 2010. Dans ce match opposant les Pirates aux Braves d'Atlanta, Presley obtient son premier coup sûr en carrière, réussi contre le lanceur Cristhian Martinez.
Presley est affecté en Triple-A chez les Indianapolis Indians lors de l'entraînement de printemps 2011 des Pirates. Rappelé des mineures en juin, il demeure chez les Pirates jusqu'à la fin de la saison et maintient une moyenne au bâton de ,298 avec quatre circuits et 20 points produits en 52 matchs joués en 2011. À son retour des mineures le 28 juin, il frappe son premier circuit dans le baseball majeur contre le lanceur Jo-Jo Reyes des Blue Jays de Toronto.
Presley dispute 104 matchs, son plus haut total jusque-là en une saison, pour les Pirates de 2012. Il frappe pour ,237 de moyenne au bâton avec 10 circuits, 25 points produits, 46 points marqués. Sa moyenne de présence sur les buts de ,279 n'est pas très élevée et il est retiré 7 fois en tentative de vol. Il réussit 9 buts volés.
Après 29 matchs chez les Pirates en 2013, Presley frappe pour ,264 avec deux circuits.

### Twins du Minnesota
Le 31 août 2013, Pittsburgh échange Presley aux Twins du Minnesota contre le joueur de premier but Justin Morneau. Presley ajoute un circuit, produit 11 points et vole un but en 28 matchs des Twins, au cours desquels il frappe pour ,283. Il termine l'année avec 3 circuits, 15 points produits, une moyenne au bâton de ,276 et une moyenne de présence sur les buts de ,313.

### Astros de Houston
Le 27 mars 2014, au terme de l'entraînement de printemps des Twins du Minnesota, Alex Presley est réclamé au ballottage par les Astros de Houston. Il joue 89 matchs des Astros en 2014 mais seulement 8 en 2015. En 97 parties au total, il frappe 6 circuits et conserve une moyenne au bâton de ,244 pour Houston.

### Brewers de Milwaukee
Il rejoint les Brewers de Milwaukee en décembre 2015..

## Statistiques
| Saison | Équipe     | G  | AB | R  | H   | 2B | 3B | HR | RBI | SB | BA   |
| ------ | ---------- | -- | -- | -- | --- | -- | -- | -- | --- | -- | ---- |
| 2010   | Pittsburgh | 19 | 23 | 68 | 129 | 23 | 3  | 21 | 92  | 0  | .249 |
| Totaux | Totaux     | 19 | 23 | 68 | 129 | 23 | 3  | 21 | 92  | 0  | .249 |

Note : G = Matches joués ; AB = Passages au bâton; R = Points ; H = Coups sûrs ; 2B = Doubles ; 3B = Triples ; 
HR = Coup de circuit ; RBI = Points produits ; SB = Buts volés ; BA = Moyenne au bâton.